# Прокопий Кесарийский (святой)
О византийском историке см. — Прокопий Кесарийский
Прокопий Кесарийский (до крещения Неаний, греч. Προκόπιος ο Καισαρεύς; ? — 8 июля 303) — христианский святой, почитаемый в лике великомучеников. Память в Православной церкви совершается 8 (21) июля шестеричным богослужением, в Католической церкви 8 июля.
Согласно житию, Прокопий происходил из знатной римской семьи, проживавшей в Иерусалиме. Его отцом был христианин Христофор, а матерью язычница Феодосия. Рано лишившись отца он был воспитан матерью и, поступив на военную службу, быстро сделал карьеру. В 303 году был назначен императором Диоклетианом проконсулом в Александрию, получив поручение преследовать местных христиан. По дороге около сирийского города Апамея Неанию явился Иисус Христос (аналогично видению апостола Павла) и этим обратил его в христианство.

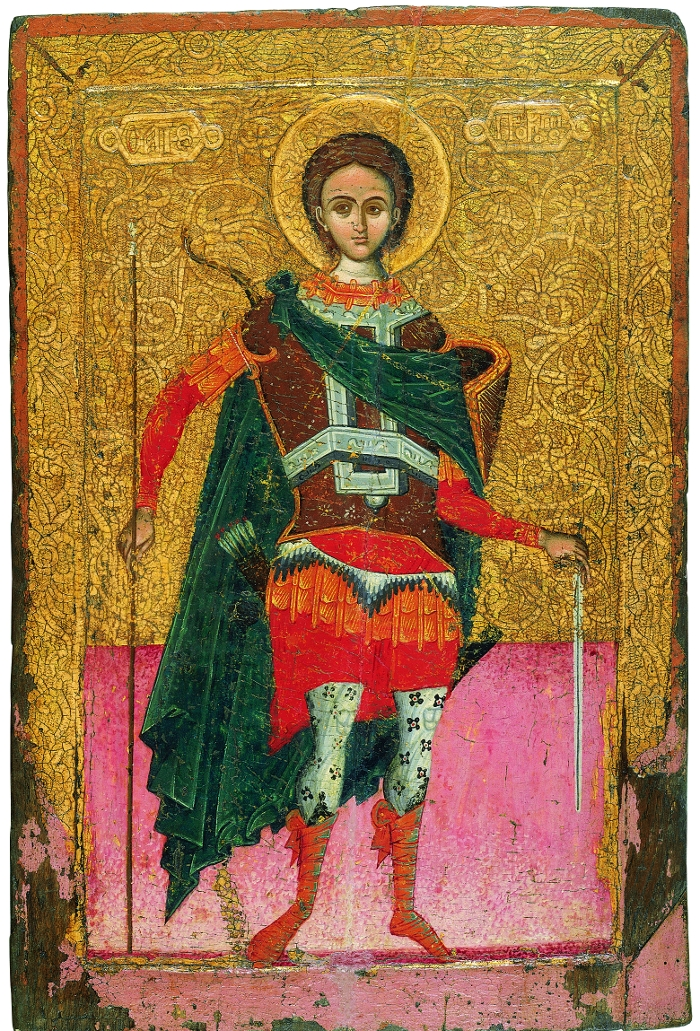

Неаний проявил себя в борьбе с язычниками, о чём стало известно его матери, которая подала на имя императора жалобу, что сын не почитает языческих богов. Неаний был вызван к прокуратору Иудеи Иусту, где ему вручили послание императора с требованием поклониться римским богам. Неаний разорвал послание, что было расценено как оскорбление императора. Святого арестовали и направили в Кесарию Палестинскую, где подвергли пыткам. После истязаний, как повествует житие, Неанию в темнице вновь явился Христос и сам крестил его под именем Прокопий.
Прокопий был подвергнут многочисленным пыткам и его стойкость во время них обратили в христианство множество горожан, в том числе и его мать. По распоряжению прокуратора Флавиана Прокопий был усечён мечом в 303 году, тело его было тайно погребено местными христианами.